# Carlo Ottaviano
Carlo Ottaviano (Ragusa, 24 ottobre 1956) è un giornalista italiano.

## Biografia
Giornalista professionista dal 1979, ha iniziato la sua attività al quotidiano palermitano L'Ora per poi trasferirsi a Roma a L'Unità. Dal 1980 al 1983 è stato capo ufficio stampa nazionale della Filtea-Cgil. Successivamente ha lavorato nelle aziende del gruppo di proprietà di Eugenio Rendo, come direttore della comunicazione e delle relazioni esterne di Italimprese, e come amministratore delegato di Telecolor, nonché direttore dell'emittente Video 3, delle quali ha diretto pure la testata giornalistica. Si è dimesso dalla direzione di Telecolor lo stesso giorno in cui l'emittente venne acquistata da Mario Ciancio Sanfilippo. Sempre in ambito televisivo, ha collaborato con l'emittente locale Tele Roma Europa.
Nel 2000 è entrato a far parte dello staff del quotidiano online Il Nuovo, edito da Fastweb, dove è stato vicedirettore e responsabile della sezione "Iniziative speciali"; nel 2003 diviene direttore della rivista Vie del gusto del Gruppo RCS, dove è pure direttore della società di servizi per l'editoria Editing, per poi entrare nel 2008 a far parte del Gambero Rosso, dove ha lavorato fino al 2013 come direttore editoriale del Gruppo. In seguito, diviene pensionato Inpgi.
Dal 2018, è direttore del mensile Leggere:tutti, scrive per le sezioni Economia e Macro de Il Messaggero  e per le pagine dell'edizione siciliana di La Repubblica.
Ottaviano è stato, inoltre, docente di gestione e tecnica degli uffici stampa presso l'IFG, il master post laurea dell'Ordine dei giornalisti della Lombardia. È autore di studi e ricerche sul mondo del cibo. Tra gli altri testi pubblicati: Olio nostrum (coautore: Manfredi Barbera), 2015, Agra; Pasta in tavola, 2016, Sagep; I luoghi e le storie più strane della Sicilia (coautrice: Giulia Ottaviano), 2018, Newton Compton.  